# Carrières des Lumières

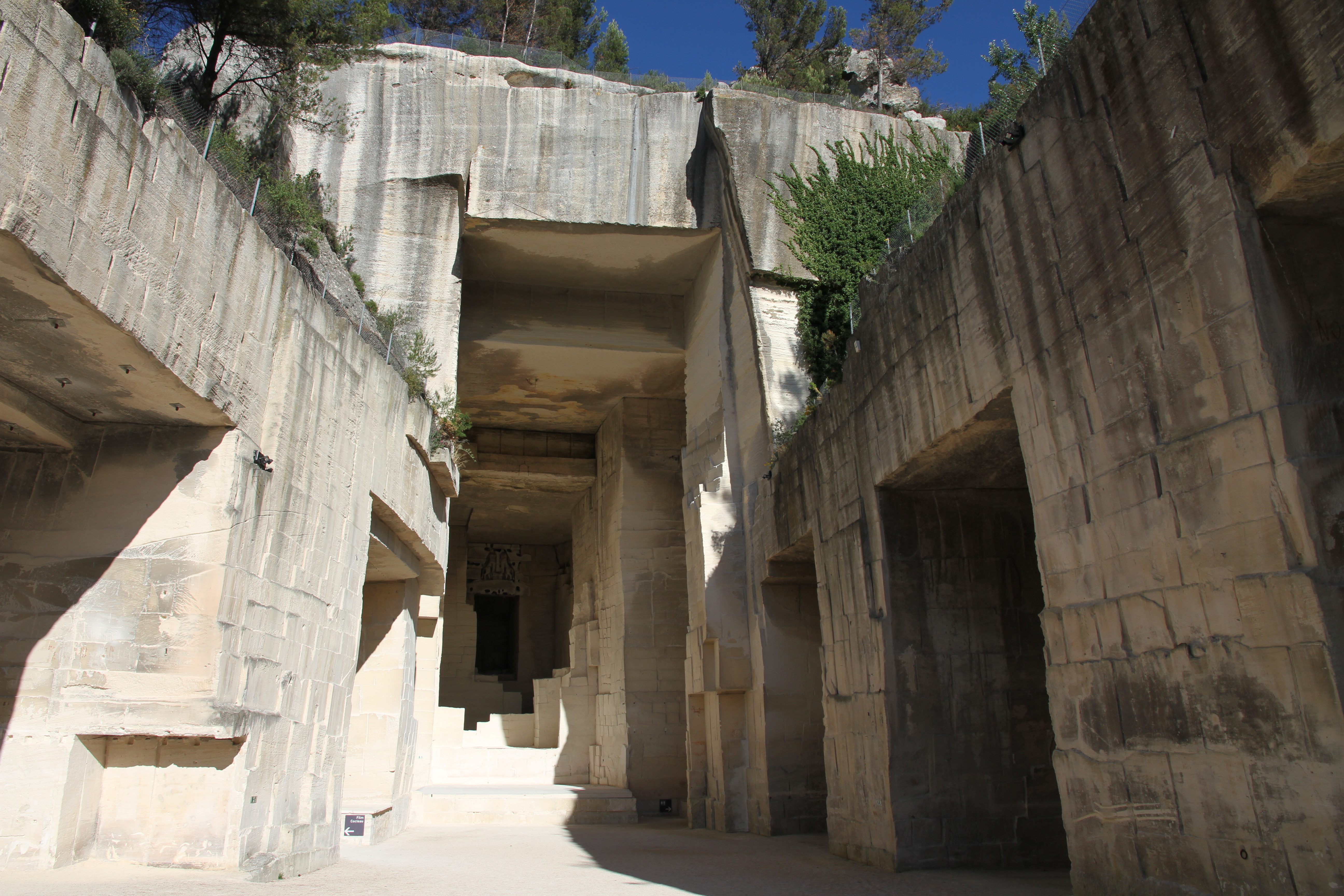
Entrada Picasso

Carrières des Lumières (Pedreres de les llums, en francès) és un centre d'art digital que projecta exposicions immersives centrades en l'obra de diferents artistes, en unes antigues pedreres. Situat al municipi provençal de Baus, Occitània, les pedreres estan gestionades per l'empresa Culturespaces, que les ha habilitat com un espai pioner en l'experiència artística digital de gran format.

## Orígens
Al llarg dels anys, aquestes pedreres havien estat explotades per extreure'n la pedra calcària blanca utilitzada per a la construcció del Castell i la Cité de Baus. L'any 1935, la competència econòmica que altres materials moderns podien oferir va provocar-ne el tancament. Van romandre sense ús fins a l'any 1959, quan Jean Cocteau, decideix rodar allí seqüències de la seva pel·lícula El Testament d'Orfeu .

### Albert Plécy i la catedral de les imatges
L'any 1975, Albert Plécy, redactor en cap de Le Parisien i president de la Gens d'Images, l'associació francesa de professionals de la imatge, va començar a mostrar interès en les potencialitats de l'indret. Dos anys més tard, va néixer la Cathédrale d'Images, el precedent a l'actual centre d'art, on es projectaven imatges gegants sobre les parets llises de la pedrera. Des d'aleshores, aquest festival d'imatges es va anar renovant cada any amb diferents temàtiques.

### Culturespaces i les Carrières des Lumières
L'any 2011, la ciutat de Baus va confiar la gestió de les Carrières a Culturespaces, una decisió que va ser impugnada per l'empresa Cathédrale d'Images, que ocupa i gestiona l'espai des de 1975.
Un any després va reobrir el recinte amb el nom de Carrières des Lumières i l'exposició " Gauguin, Van Gogh, els pintors del color".

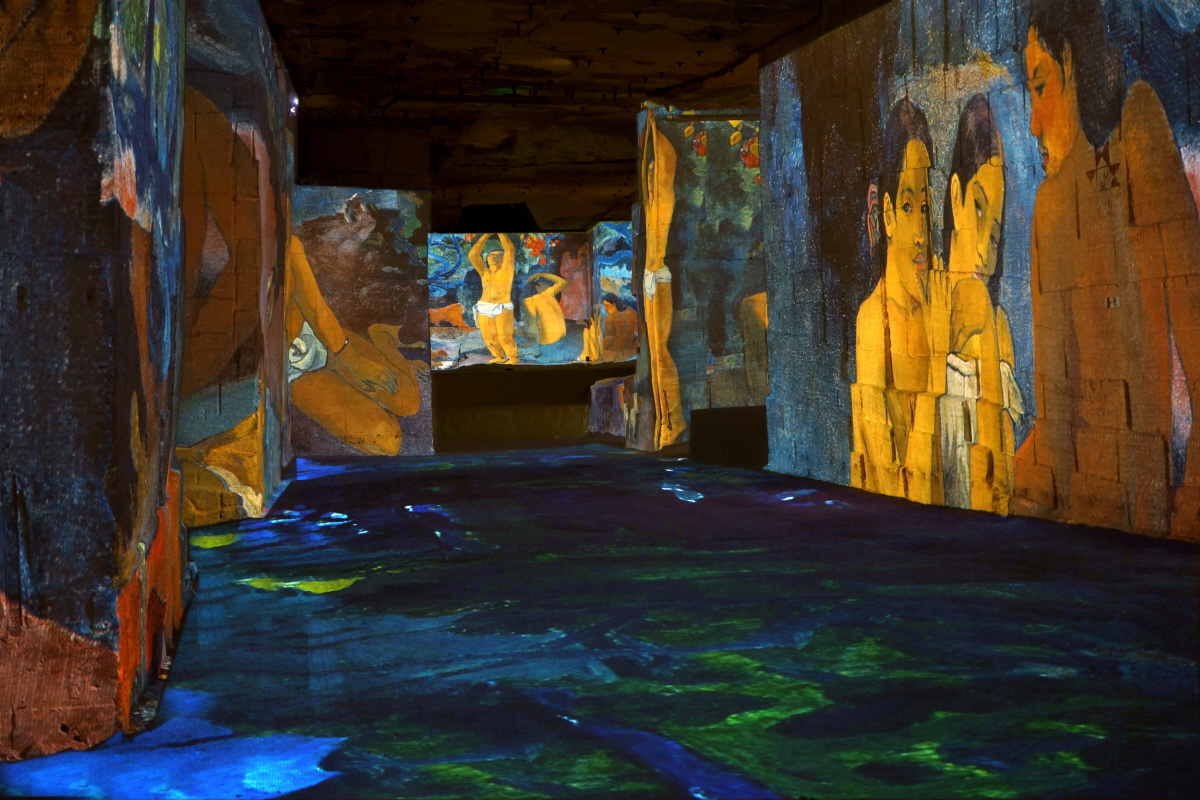
Exposició " Gauguin, Van Gogh, els pintors del color ".
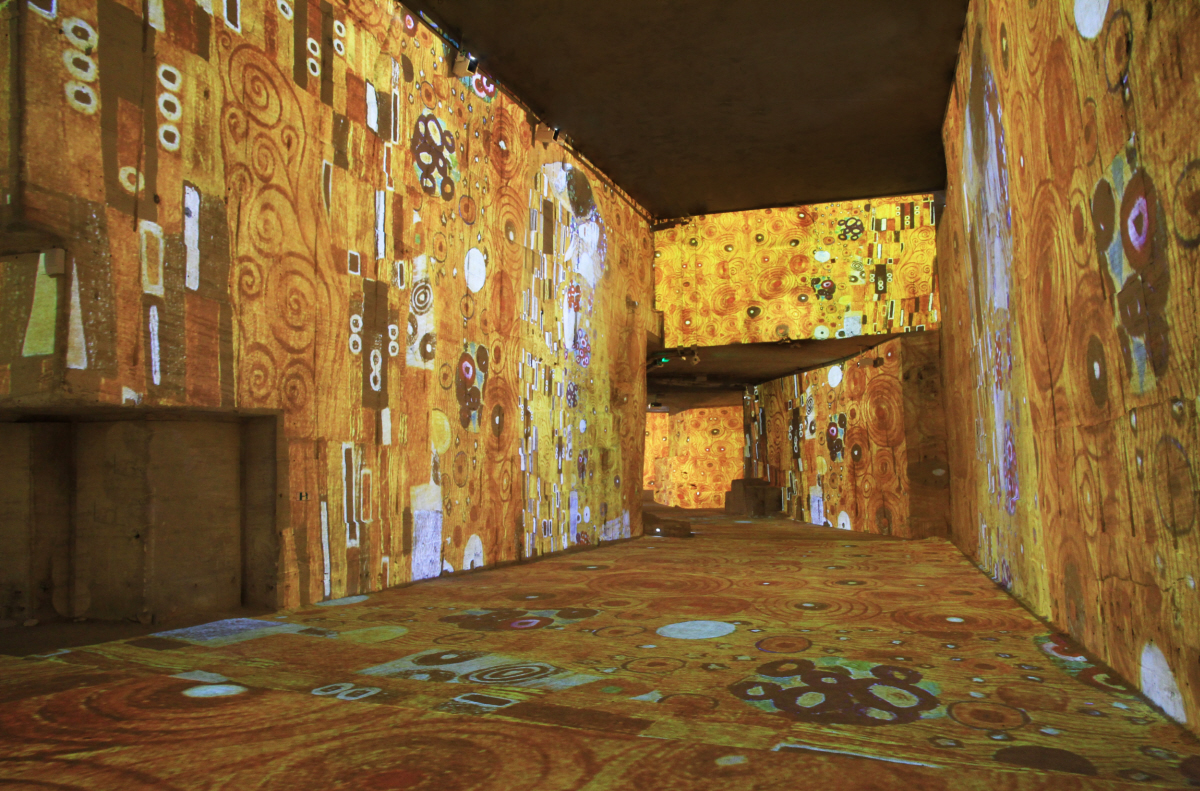
Exposició " Klimt i Viena " (2014).

## Distribució dels espais
L'entrada de Picasso, antigament Jean Cocteau, és un espai monumental dominat per un gran escenari d'uns deu metres d'ample i 20 metres d'alçada excavat a la muntanya.
La Salle Dante, antigament Albert Plécy, és l'espai principal on es projecten les exposicions. A la dreta de l'entrada, una gran galeria s'enfonsa 60 metres sota la muntanya per acabar en una sala gegantina, tallada per monumentals columnes deixades pels pedrers per aguantar el sostre de la pedrera.
La sala Cocteau de 300 metres quadrats, parcialment coberta i amb grans obertures en tota la seva longitud, s'utilitza per a l'activitat d'acollida del centre d'art digital.
La sala Van Gogh acull el Café des Carrières.
La sala de projeccions de 90 mPlantilla:Exp mostra fragments de la pel·lícula El testament d'Orfeu de Jean Cocteau així com entrevistes amb ell i Jean Marais, l'actor principal de la pel·lícula.